# Абесадзе, Ния Георгиевна
Ния Георгиевна Абесадзе (9 сентября 1929, Тбилиси — 24 января 1992, там же) — грузинская и советская поэтесса, переводчик, литературовед.

## Биография
В 1953 году окончила Тбилисский государственный университет.
С 1963 — кандидат филологических наук.
Автор сборников стихов «Всегда восходит солнце» (1975), «Тишина на вершине» (1985)
Для поэзии Н. Абесадзе характерны интимные мотивы, значительное место занимает пейзажная лирика.
Цикл стихов посвятила Украине. Занималась переводами украинской поэзии. Перевела несколько песен из книги «Сад божественных пЂсней» Григория Сковороды, ряд стихов Леси Украинки, П. Тычины, Н. Бажана, А. Малышко и др.
Долгое время была постоянным секретарём клуба "Украина", цель деятельности которого заключалась в изучении и популяризации украинской литературы, переводческой деятельности и подготовке специалистов. Высокий уровень её переводов был отмечен на Всесоюзном совещании переводчиков украинской литературы в Киеве 1982 года.
Автор многих статей про украинскую литературу.